# Flossie
Flossie är en svensk erotisk film från 1974 i regi av Bert Torn.

## Handling
Ambassadtjänstemannen Jack Archer i Stockholm är på jakt efter en kvinna. En dag träffar han Eva Levander, som känner igen honom från ett tidigare möte. Leander presenterar sin vän Flossie, en ung och oskuldsfull kvinna som sägs komma direkt från en internatskola i Schweiz. De tre lär känna varandra under heta former i en lyxvilla och återberättar sexupplevelser för varandra.

## Om filmen
Filmen premiärvisades 9 december 1974 på biograf Plaza i Malmö. Den spelades in av Anthon Berg. Som förlaga har man John Archers underground-roman Flossie från 1810.

## Roller i urval
- Marie Forså - Flossie
- Jack Bjurquist - Jack Archer, ambassadtjänsteman
- Anita Ericsson - Ylette
- Maija-Liisa Bjurquist - Eva Levander
- Gunilla Göransson - lärarinna
- Lars Dahlgård - Georg
- Marianne Larsson - Fanny
- Karl Göransson - dräng
- Gösta Bergkvist - biktfader
- Rune Hallberg - Robert
- Irina Lindholm - Evas vackra väninna
- Ulla Sandö - flicka på orgie
- Inger Sundh - flicka på kaj
- Tomas Svensson
- Lars Lind - Jack Franks röst dubbad

## Filmmusik i urval
- Pianokonsert nr 1 e-moll opus 11, kompositör Frédéric Chopin
- Orgelpreludium, kompositör Michel Corrette
- Konsert för cello, kompositör Dimitri Kabalevskij
- Divertimento, kompositör Sergej Ludvikovskij
- Moving Figures, kompositör Pjotr Sakun